# Ibrahima Sory Keita
Ibrahima Sory Keita, meglio conosciuto come Petit Sory (Conakry, 30 novembre 1944), è un ex calciatore guineano, di ruolo attaccante.
Con Chérif Souleymane e Maxime Camara fu una delle colonne offensive dell'Hafia e della nazionale della Guinea negli anni '60 e '70 del XX secolo.

## Caratteristiche tecniche
Era un'ala destra abile nel dribbling e molto veloce. Nel suo gioco preferiva servire i compagni di squadra che segnare.

## Carriera

### Club
Ha giocato per l'intera carriera nell'Hafia. Con il suo club ha dominato il calcio guineano ed africano per tutti gli anni '70, vincendo dodici campionati nazionali e tre edizioni della Coppa dei Campioni d'Africa, 1972, 1975, 1977, oltre giocare due finali perse nel 1976 e 1978. L'Hafia nel 2021 ha dedicato il suo stadio a "Petit Sory".

### Nazionale
Con la nazionale della Guinea ha giocato 36 incontri, segnando 12 reti. Con la nazionale olimpica ha partecipato al torneo olimpico disputatosi in Messico nel 1968. Con la sua nazionale non riesce a superare la fase a gironi.
Ha inoltre partecipato con la sua nazionale alla Coppa delle nazioni africane 1970 e 1974, non superando la fase a gironi.

## Statistiche

### Cronologia presenze e reti in nazionale[5]
| Cronologia completa delle presenze e delle reti in nazionale ― Guinea | Cronologia completa delle presenze e delle reti in nazionale ― Guinea | Cronologia completa delle presenze e delle reti in nazionale ― Guinea | Cronologia completa delle presenze e delle reti in nazionale ― Guinea | Cronologia completa delle presenze e delle reti in nazionale ― Guinea | Cronologia completa delle presenze e delle reti in nazionale ― Guinea | Cronologia completa delle presenze e delle reti in nazionale ― Guinea | Cronologia completa delle presenze e delle reti in nazionale ― Guinea |
| Data                                                                  | Città                                                                 | In casa                                                               | Risultato                                                             | Ospiti                                                                | Competizione                                                          | Reti                                                                  | Note                                                                  |
| --------------------------------------------------------------------- | --------------------------------------------------------------------- | --------------------------------------------------------------------- | --------------------------------------------------------------------- | --------------------------------------------------------------------- | --------------------------------------------------------------------- | --------------------------------------------------------------------- | --------------------------------------------------------------------- |
| 7-2-1970                                                              | Wad Madani                                                            | Egitto                                                                | 4 – 1                                                                 | Guinea                                                                | Coppa d'Africa 1970 - 1º turno                                        | -                                                                     |                                                                       |
| 9-2-1970                                                              | Wad Madani                                                            | Congo-Kinshasa                                                        | 2 – 2                                                                 | Guinea                                                                | Coppa d'Africa 1970 - 1º turno                                        | 1                                                                     |                                                                       |
| 11-2-1970                                                             | Wad Madani                                                            | Ghana                                                                 | 1 – 1                                                                 | Guinea                                                                | Coppa d'Africa 1970 - 1º turno                                        | -                                                                     |                                                                       |
| 3-3-1974                                                              | Damanhur                                                              | Zaire                                                                 | 2 – 1                                                                 | Guinea                                                                | Coppa d'Africa 1974 - 1º turno                                        | -                                                                     |                                                                       |
| Totale                                                                |                                                                       | Presenze                                                              | 4                                                                     |                                                                       | Reti                                                                  | 1                                                                     |                                                                       |

## Palmarès

### Competizioni nazionali
- Campionato guineano: 12

Hafia: 1966, 1967, 1968, 1971, 1972, 1973, 1974, 1975, 1976, 1977, 1978, 1979

### Competizioni internazionali
- CAF Champions League: 3

Hafia: 1972, 1975, 1977